# 奥马尔·阿布·沙维什
奥马尔·法里斯·阿布·沙維什（羅馬化：Omar Fares Abu Shawish；1987年3月22日—2023年10月7日）是巴勒斯坦加薩走廊作家、詩人與社會運動者。2023年以色列—哈瑪斯戰爭期間，他在努塞拉特難民營死於以色列軍隊空襲。

## 生平
奥马尔·阿布·沙維什於1987年出生於加薩走廊的努塞拉特難民營，其家族來自距加薩北方約40公里的巴爾卡（於1948年5月的巴拉克行動中被猶太武裝攻陷，今屬以色列甘亞夫內）。沙維什畢業於加薩愛資哈爾大學，主修新聞學。他是巴勒斯坦作家協會、巴勒斯坦青年文化連線與難民人民委員會的成員。
沙維什寫作了許多詩作，並於2016年出版題為Alā qayd al-mawt的小說。此外他還寫了多首愛國歌曲，其中許多在2008至2009年加沙戰爭期間廣為傳唱。沙維什曾獲得數個作曲與新聞傳播的相關獎項。
2023年10月7日，沙維什在努塞拉特難民營的家中因以色列軍隊空襲而罹難。

## 著作
- . Bayt al-Yāsmı̄n lil-Nashr wa-al-Tawzı̄. 2016. ISBN 978-977-6402-97-3. LCCN 2016357899. OCLC 1026644340 （阿拉伯语）.